# Rövarekulan
Rövarekulans naturreservat ligger i Gudmuntorps socken, Höörs kommun. Reservatet utgör ca 2,5 km av Brååns dalgång och ravindal. Rövarekulan är också ett natura 2000-område.

## Historik
Namnet Rövarekulan lär komma från att området förr var ett tillhåll för rövare som överföll dem som passerade på landsvägen. Kronprins Oscar, senare Oscar I, besökte området och 1836 restes en sten till minnet av hans besök. Från slutet av 1800-talet fram till i början av 1970-talet fanns här en festplats med dansbana och övertäckt servering. Här anordnades bland mycket annat teaterföreställningar och pingstfirande med korande av Skånes sommarflicka. När stället var som mest populärt hade den närliggande Ystad-Eslövs Järnväg en hållplats med namnet Rövarekulan.

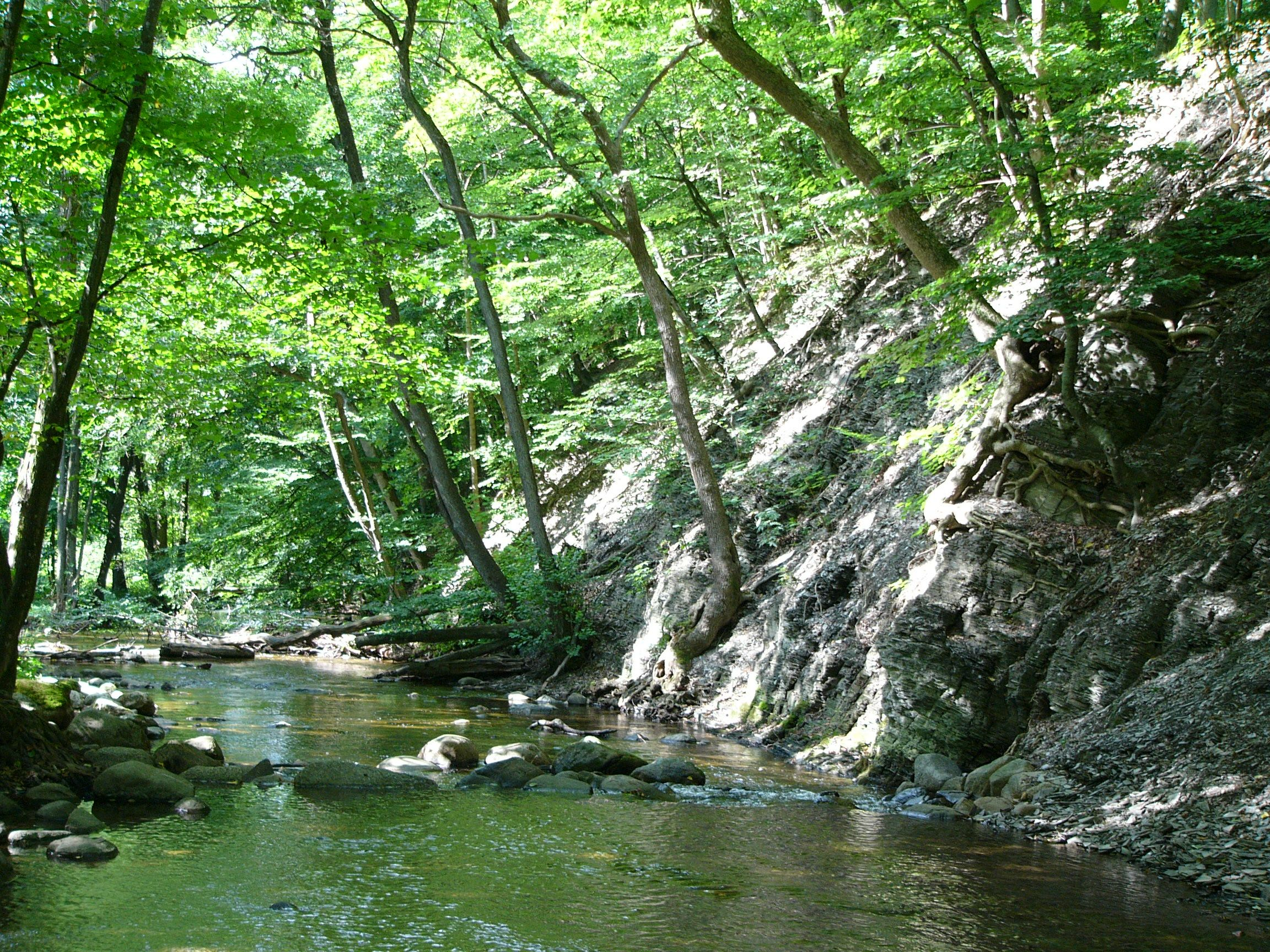
Bråån.

## Utflyktsmål
Området är artrikt och på de upp till 20 meter höga och branta sluttningarna växer lövskog. Skåneleden passerar genom området med ett övernattningsläger i utkanten av naturreservatet. 
Här finns också en gammal och välbevarad stenvalvsbro över Bråån. I början av 1960-talet restaurerades bron. Ekonomiska bidrag från Frosta härads hembygdsförening, dåvarande Snogeröds kommun samt privatpersoner finansierade restaureringen som utfördes av entreprenör Gunnar Nilsson från Sjöbo.

## Flora och fauna
Rövarkulan är mycket artrik både vad gäller djur och växter. På våren finns här fågelarter såsom näktergal, svarthätta, trädgårdssångare, grönsångare, lövsångare, bofink och koltrast. Vid ån förekommer kungsfiskare, strömstare och forsärla. Här växer orkidéer, majviva, tätört och den sällsynta tistelsnyltroten i kalkkärr och kalkfuktänger nere i dalbotten. På sluttningarna växer främst bokskog. I de nedre delarna av Rövarkulan där det är fuktigt växer mycket vitskråp, skogsbingel, kåltistel, gulplister, myskmadra och ramslök på våren. Framemot sommaren byts de ut mot häxört, skogsskräppa, skogsknipprot och kal knipprot. I ån finns den rödlistade, tjockskaliga målarmusslan och öring som vandrar uppåt i ån. I luften finns det gott om insekter med flera arter av bäcksländor. På våren kan det finnas stora mängder paddor som leker i ån.

## Referenser

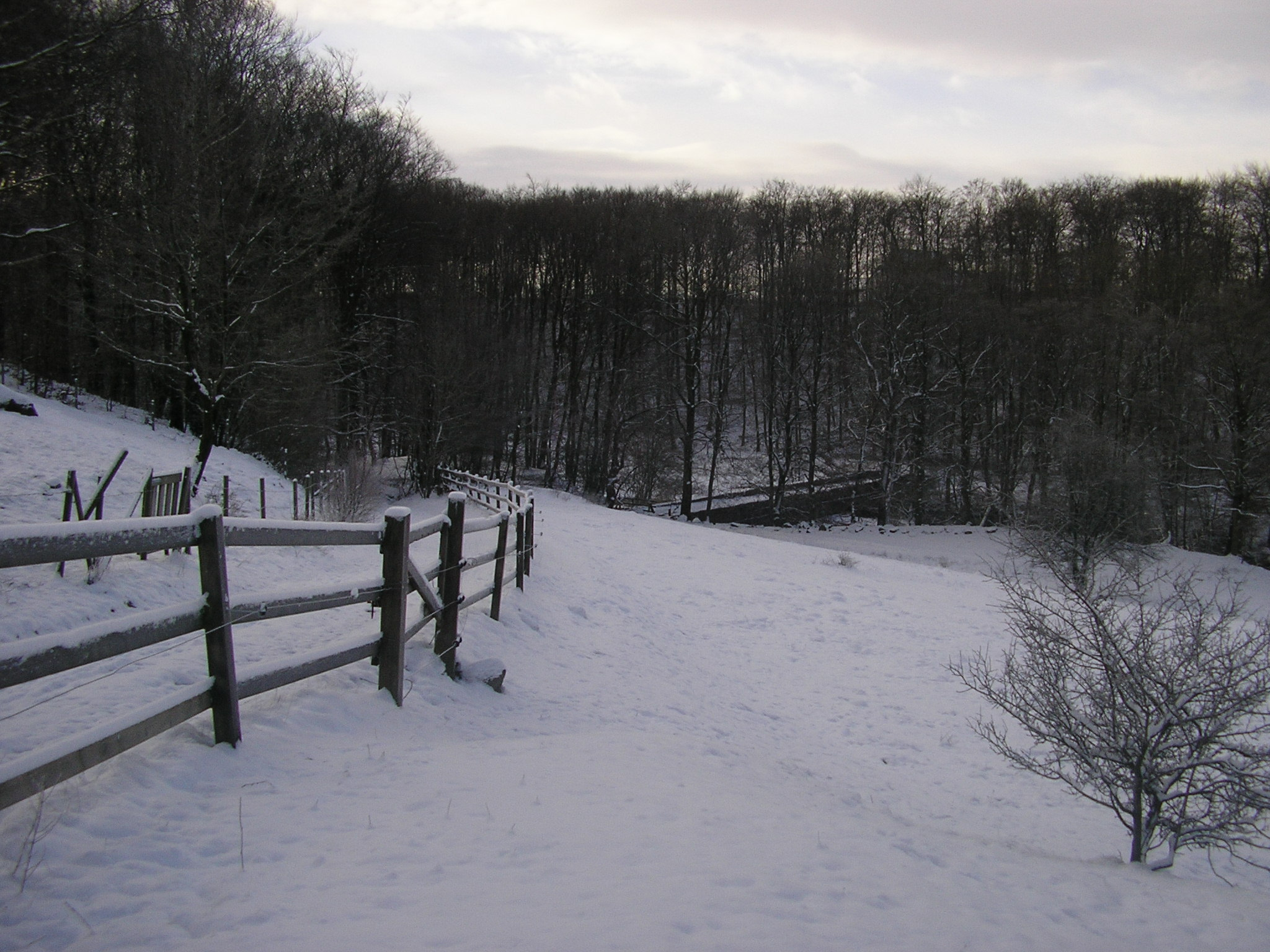
Vinterbild över Rövarkulans dalgång sett från norr. Stenvalvsbron syns längre bort i bild.

## Vägbeskrivning
Från E22 kör man i Rolsberga mot Löberöd, och efter ca 2 km går en grusväg till vänster ner till Rövarekulans parkeringsplats, där det också finns en rastplats med bord.